# Gephyromantis sculpturatus
Gephyromantis sculpturatus är en groddjursart som först beskrevs av Ahl 1929.  Gephyromantis sculpturatus ingår i släktet Gephyromantis och familjen Mantellidae. IUCN kategoriserar arten globalt som livskraftig. Inga underarter finns listade i Catalogue of Life.